# Reise mit Hindernissen nach England und Schottland
Reise mit Hindernissen nach England und Schottland (Voyage à reculons en Angleterre et en Écosse) ist ein 1859 geschriebener Roman des französischen Schriftstellers Jules Verne, der 130 Jahre später, 1989, bei Le Cherche midi éditeur veröffentlicht wurde. Die deutsche Übersetzung von Elisabeth Edl erschien 1997 im Paul Zsolnay Verlag.

## Handlung
Die beiden Pariser Jacques Lavaret und Jonathan Savournon erhalten zwei Schiffspassagen von Frankreich nach Liverpool geschenkt. Begeistert machen sie sich auf den Weg nach Saint-Nazaire, wo sie das Dampfschiff Hamburg erreichen wollen. Dort angekommen erfahren sie, dass die Hamburg nicht Saint-Nazaire, sondern Bordeaux anlaufen wird. Die Reise ins nördlich gelegene England führt sie zuerst weit in den Süden Frankreichs. In Bordeaux verzögert sich die Ankunft des Schiffes und die ihnen zur Verfügung stehende Zeit schrumpft merklich zusammen. Als es endlich eintrifft und sie nach vier Tagen auf dem Atlantik Liverpool erreichen, haben sie für ihre Schottlandreise nur noch eine Woche. Mit der Bahn geht es nach Edinburgh. Dort besuchen sie entfernte Verwandte Savournons, die ihnen verschiedene Sehenswürdigkeiten zeigen oder empfehlen. Sie befahren den Firth of Forth, den Loch Lomond und den Loch Katrine, besuchen Glasgow und Stirling, alles auf den Spuren der Werke von Lavarets Lieblingsautor Walter Scott. Durch seine beharrliche Ignoranz gegenüber der englischen Sprache tritt Lavaret immer wieder in mehr oder weniger große Fettnäpfchen. Auf der Rückreise wird dann noch im Eiltempo London besichtigt, einschließlich einer Macbeth-Aufführung und einem Besuch bei Madame Tussauds.
Am Ende steht das Fazit: „Sie haben alles gestreift, aber in Wahrheit haben sie nichts gesehen!“

## Hintergrund
Jules Verne unternahm im Sommer 1859 zusammen mit dem Komponisten Aristide Hignard, zu dessen Opern er Libretti schrieb, eine Reise nach Schottland. Diese Reise verarbeitete er zu seinem ersten Roman mit sich selbst als Jacques Lavaret und Hignard als Jonathan Savournon. Der Roman wurde von seinem Verleger Pierre-Jules Hetzel jedoch abgelehnt und Fünf Wochen im Ballon als Vernes erster Roman veröffentlicht. Der Roman blieb zu Lebzeiten Vernes unveröffentlicht, nur einzelne Teile verwendete er in den in Schottland spielenden Romanen Schwarz-Indien und Der grüne Strahl. Vernes Geburtsstadt Nantes erwarb 1981 das Manuskript für 6 Mio. Francs aus dem Nachlass und 1989 erschien die Reise mit Hindernissen in Frankreich.
In Reise mit Hindernissen lassen sich die literarischen Vorbilder Vernes erkennen, wie Charles Nodier und vor allem Walter Scott, die namentlich im Roman erwähnt werden, oder Charles Dickens bei der Schilderung des Elends in Liverpool, und James Fenimore Cooper in der Beschreibung der schottischen Seenlandschaft. Bei den Romanen der Voyages extraordinaires stehen oft neue oder zukünftige Technologien im Mittelpunkt, hier ist es eine neue Spezies Mensch – der Tourist.

## Bibliografie (Auswahl)
- Jules Verne: Reise mit Hindernissen nach England und Schottland (Übersetzung: Elisabeth Edl). Wien: Zsolnay, 1997, ISBN 3-552-04861-8

## Nachweise
1. ↑  Jules Verne: Reise mit Hindernissen nach England und Schottland. Zsolnay, Wien 1997, ISBN 3-552-04861-8, S. 235.
2. ↑  William Butcher: Vorwort zur englischen Ausgabe
3. ↑  Elisabeth Edl im Nachwort zu: Jules Verne: Reise mit Hindernissen nach England und Schottland. S. 237.
4. ↑  Nachwort S. 238.
5. ↑  Nachwort S. 239.